# Niederspaar

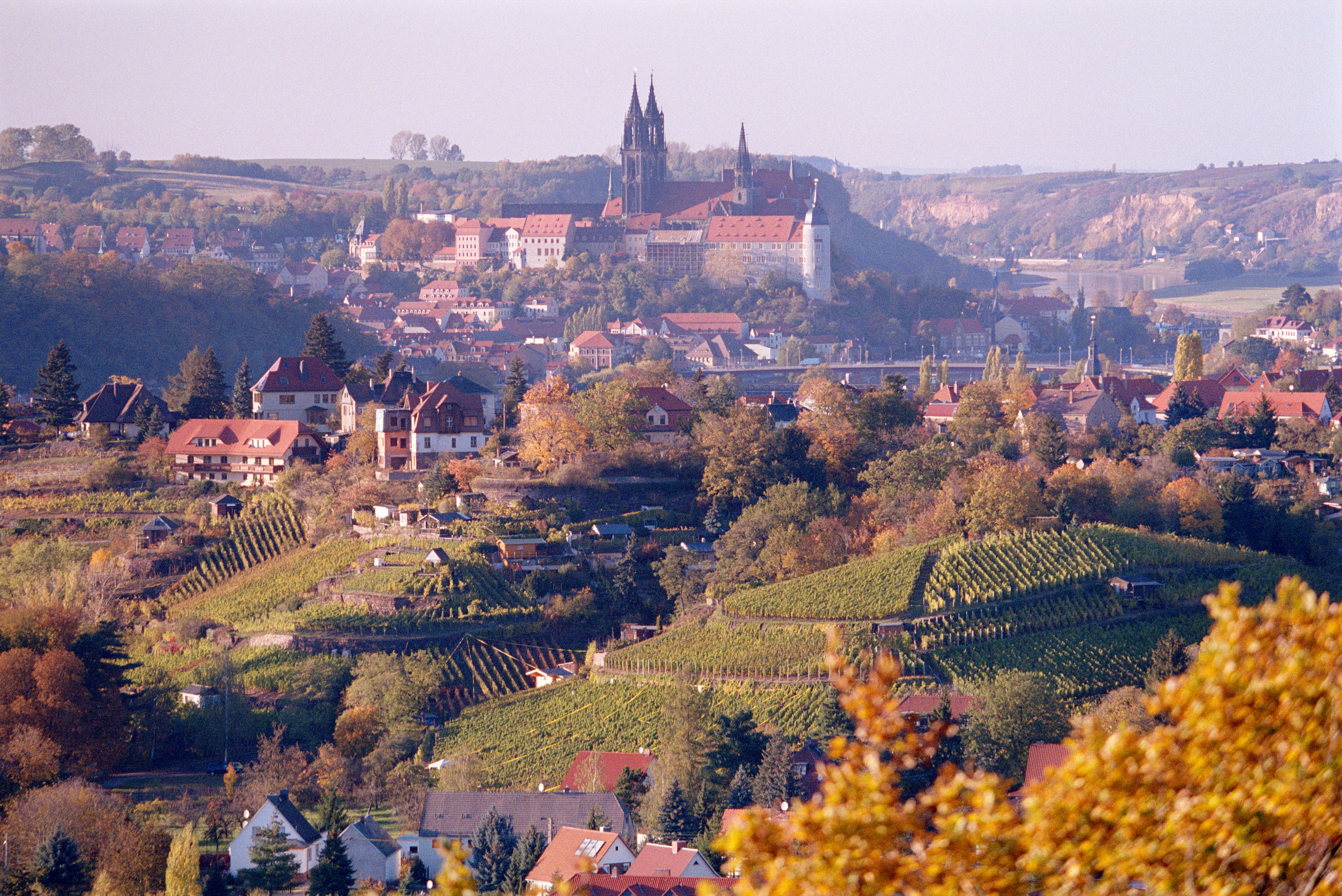
Blick von Oberspaar über die Häuser von Niederspaar (oberhalb der Weinberge) zur Albrechtsburg

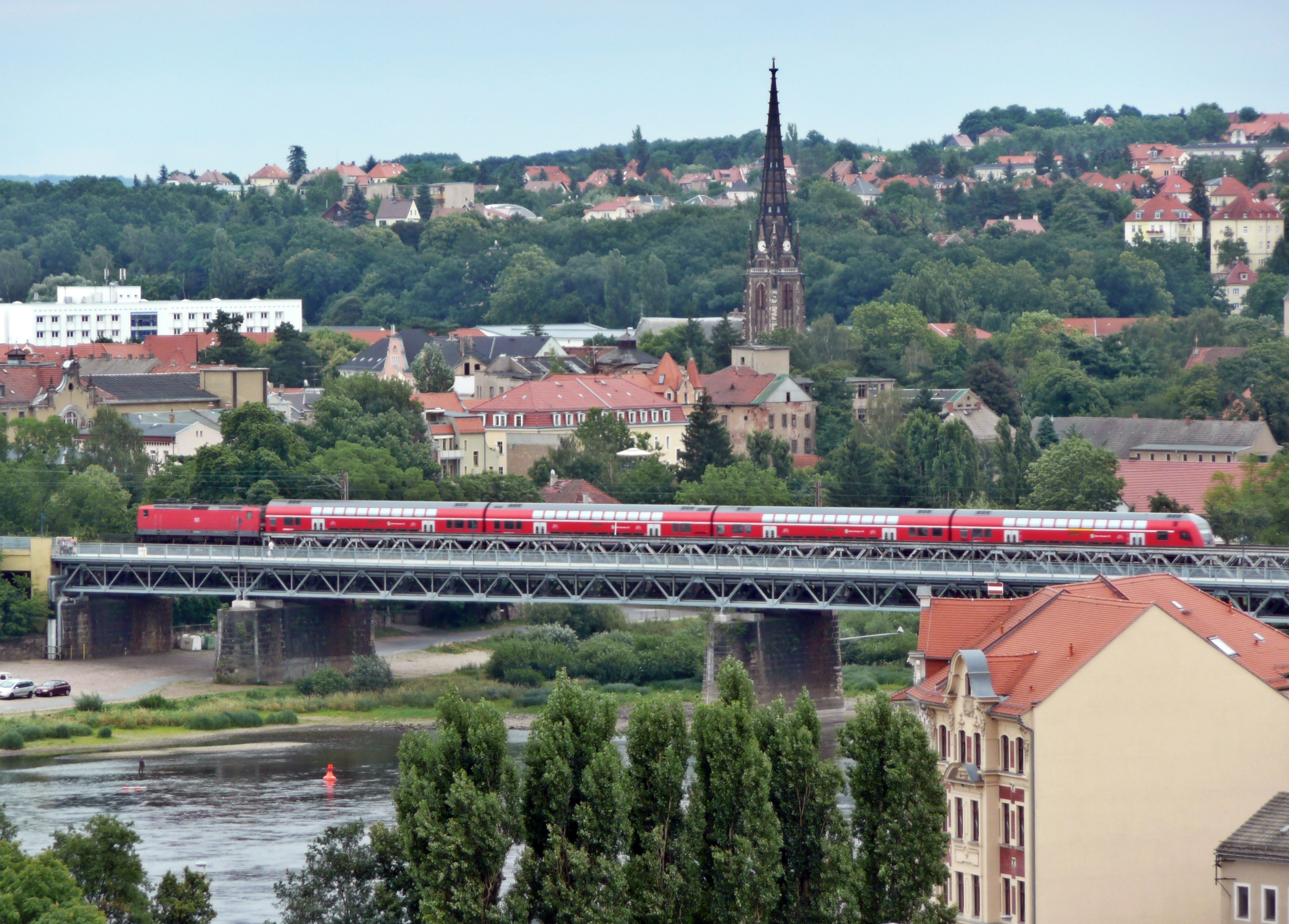
Blick von der Meißner Altstadt auf die Eisenbahnbrücke, dahinter Cölln mit dem Turm der Johanniskirche. Die Häuser auf der Anhöhe im Hintergrund gehören zu Niederspaar.

Niederspaar ist ein Stadtteil von Meißen im Landkreis Meißen, Sachsen.

## Geographie
Niederspaar liegt in der gleichnamigen Gemarkung im Südosten des Meißner Stadtgebiets. Es ist umgeben von den anderen zu Meißen gehörenden Stadtteilen bzw. Gemarkungen Cölln im Nordwesten und Oberspaar im Osten sowie von Siebeneichen auf der anderen Elbseite im Südwesten.
Der Stadtteil liegt auf den Höhen des Spaargebirges, einem durch die Elbe vom linkselbischen Meißner Hochland abgetrennten Massiv. Der größte Teil der Niederspaarer Fluren liegt zwischen 130 und 150 m ü. NN. Nach Nordwesten in Richtung Cölln sowie Südwesten zur Elbe hin fällt das Gelände steil ab. Der Steilabfall nach Süden nahe Oberspaar dient als Weinberg. 
Von Kleingärten durchsetzte Kleinsiedlungen prägen den Stadtteil. Er zieht sich entlang der Roten Gasse bergauf. Weitere Straßen in Niederspaar sind Beethoven-, Grundmann- und Winzerstraße, Roter Weg, Hohe Straße, Berglehne, Niederspaarer Straße und Mittelberg. Im Elbtal verlaufen die Dresdner Straße und der Elberadweg. Niederspaar liegt an der Sächsischen Weinstraße sowie am Sächsischen Weinwanderweg. An den ÖPNV ist der Stadtteil durch die Buslinien A und B der Verkehrsgesellschaft Meißen angebunden.

## Geschichte
Eine Urkunde von 1345 erwähnt „die Weinberge vmb den Sparo“. Dies ist die älteste bekannte Nennung von „Spaar“, allerdings noch nicht als Orts-, sondern als Flurname. Vom 14. bis 16. Jahrhundert sind weitere Erwähnungen belegt, darunter „vf dem Sparsperge“, „das holcz Sparaw“, „holcz in der Sporaw“, „die Sparwiesen“ und „am Spaar“. Als „Spaar“ taucht die Bezeichnung dann 1696 auch als Ortsname auf. Bereits 1724 wurde in Nieder- und Oberspaar unterschieden. Wahrscheinlich ist der Ortsname deutschen Ursprungs. In Frage kommt einerseits eine Ableitung aus dem mittelhochdeutschen „spore“, das Sporn bedeutet und die auffällige Form des Berges charakterisiert. Eine zweite Deutungsmöglichkeit bietet das mittelhochdeutsche „spör“/„sper“. Es steht für „hart vor Trockenheit, rauh“ und trifft für den Granitbergzug ebenfalls zu. Nicht völlig auszuschließen ist eine Herleitung aus dem altsorbischen *spar, das sich in benachbarten slawischen Sprachen im Allgemeinen auf sumpfige Orte oder Gewässer bezieht.
Der seit jeher nach Cölln eingepfarrte Ort Niederspaar besteht aus Häuslerreihen, die sich über eine 35 Hektar große, zergliederte Parzellenflur erstrecken. Seine Bewohner betrieben hauptsächlich Weinbau. Die Grundherrschaft übten die Besitzer des nahen Ritterguts Siebeneichen aus. Die Verwaltung des Ortes oblag dem Erbamt Meißen. Im Jahre 1856 gehörte Niederspaar zum Gerichtsamt Meißen und kam danach zur Amtshauptmannschaft Meißen, aus der der gleichnamige Landkreis hervorging. Auf Grundlage der Landgemeindeordnung von 1838 erlangte Niederspaar seine Selbstständigkeit als Landgemeinde. Seit der Eingemeindung nach Meißen am 1. Januar 1908 ist es ein Stadtteil. Bis 1960 bestand eine Fährverbindung nach Siebeneichen. Im Luftbad Spaar in Niederspaar hatte die Stern-Combo Meißen am 24. September 1964 ihren ersten Auftritt.

## Einwohnerentwicklung
| Jahr | Einwohner    |
| ---- | ------------ |
| 1646 | 34 Häusler   |
| 1748 | 65 Häusler   |
| 1834 | 124          |
| 1871 | 231          |
| 1890 | 382          |
| 1910 | siehe Meißen |